# Sky Music
 (транскр.  Скај мјузик) је српско предузеће које се бави музичком и видео-продукцијом са седиштем у Београду. Организује музичке фестивале Belgrade Music Week и Песма за Евровизију. Такође је власник дискографске куће Seven Sky.